# Sandro Burki
Sandro Burki (* 16. September 1985 in Oftringen) ist ein ehemaliger Schweizer Fussballspieler sowie seit 2017 Sportchef und seit April 2023 CEO des FC Aarau. Er war als Aktivspieler zuletzt von 2006 bis 2017 für den FC Aarau aktiv und bestritt dabei 144 Punktspiele in der zweithöchsten und 194 Punktspiele in der höchsten Schweizer Liga.

## Karriere

### Vereine
Burki begann beim FC Oftringen mit dem Fussballspielen und setzte es in den Jugendabteilungen des FC Aarau, FC Basel und FC Zürich fort, ehe er in der Saison 2001/02 in sieben Meisterschaftsspielen für den FC Zürich erstmals in der Nationalliga A, der höchsten Schweizer Spielklasse, zum Einsatz kam.
2002/03 war er in Deutschland für die Amateurmannschaft des FC Bayern München in der Regionalliga Süd in zwei Punktspielen aktiv, bevor er in die Schweiz zurückkehrte.
Von 2003 bis zum Ende der Hinrunde 2004/05 bestritt er 21 Meisterschaftsspiele für den BSC Young Boys, bevor er zum Challenge-League-Verein FC Wil (zweithöchste Spielklasse) wechselte und für diesen 15 Punktspiele in der Rückrunde bestritt und ein Tor erzielte. In der Folgesaison spielte er beim Ligakonkurrenten FC Vaduz, kam in 32 Punktspielen zum Einsatz und erzielte sieben Tore.
Seit der Saison 2006/07 spielte er für den FC Aarau, mit dem er allerdings drei Spielzeiten (von 2010 bis 2013) in der zweitklassigen Challenge League verbrachte. Trotz dem Abstieg verlängerte er im Juni 2010 seinen Vertrag beim FC Aarau vorzeitig bis 2013. Zum Saisonende 2016/17 beendete er seine aktive Fussballer-Karriere, nachdem er zuletzt am 3. Juni 2017 (36. Spieltag) beim 2:0-Sieg im Zweitligaheimspiel gegen Neuchâtel Xamax 90 Minuten absolviert hatte.

### Nationalmannschaften
Burki debütierte im Nationaltrikot der U-15-Nationalmannschaft, die am 26. September 2000 in Neuhausen am Rheinfall 1:1 unentschieden gegen die Auswahl Deutschlands spielte, und erzielte in der 39. Minute das Führungstor. Ferner bestritt er für diese Altersklasse zwei weitere Länderspiele, in denen er zweimal als Doppeltorschütze hervorging: am 3. Mai 2001 in Huttwil beim 4:0-Sieg über die Auswahl Finnlands und zwei Tage später beim 7:0-Sieg an selber Stätte und gegen denselben Gegner.
Sein Debüt in der U-17-Nationalmannschaft krönte er am 25. September 2001 in Køge bei der 3:5-Niederlage gegen die Auswahl Dänemarks mit seinem ersten Tor, dem Treffer in der 18. Minute. Zwei Tage später wirkte er beim 1:1-Unentschieden gegen denselben Gegner in Roskilde mit, wie auch – erneut als Torschütze – am 26. August 2001 in Trann beim 4:0-Sieg gegen die Auswahl Belgiens.
Burki nahm an der vom 27. April bis 10. Mai 2002 in Dänemark ausgetragenen U-17-Europameisterschaft teil und trug sowohl im dritten Gruppenspiel, beim 2:1-Sieg gegen die Auswahl Frankreichs mit dem Strafstoss zum 1:0 in der 23. Minute, als auch im Final mit dem Treffer zum 4:2 im Elfmeterschiessen erneut gegen die Auswahl Frankreichs zum Europameistertitel bei. Am 23. August 2002 war er beim 3:1-Sieg über die Auswahl Deutschlands in St. Florian mit zwei Toren beteiligt.
Bei seinem Debüt in der U-19-Nationalmannschaft war er der Siegtorschütze in der Begegnung am 8. Oktober 2003 gegen die Auswahl Ägyptens in Kairo. Auch in Groesbeek, beim 4:1-Sieg am 13. November 2003 gegen die Auswahl der Niederlande, war er mit einem Tor beteiligt.
Er nahm an der vom 13. bis 24. Juli 2004 in der Schweiz ausgetragenen U-19-Europameisterschaft teil, kam in den drei Gruppenspielen und im mit 2:3 n. V. verlorenen Halbfinal gegen die Auswahl der Türkei zum Einsatz.
Für die U-20-Auswahlmannschaft bestritt er fünf Länderspiele; zunächst am 11. Januar 2005 in Doha beim 2:2-Unentschieden gegen die Auswahl Katars, und zuletzt am 26. April 2006 beim 1:1-Unentschieden gegen die Auswahl Deutschlands, gegen die er bereits 2004 und 2005 drei Begegnungen bestritten hatte. Im ersten und letzten U-20-Länderspiel ging er jeweils als Torschütze hervor.
Am 20. August 2008 bestritt er sein erstes A-Länderspiel, das mit 4:1 im Testspiel gegen die Auswahl Zyperns gewonnen wurde. Dabei wurde er für Benjamin Huggel in der 85. Minute eingewechselt.

## Erfolge
- U-17-Europameister 2002